# Queen + Adam Lambert 2015 South American Tour
Queen + Adam Lambert 2015 South American Tour – czwarta trasa koncertowa Queen + Adam Lambert w Ameryce Południowej, która odbyła się we wrześniu 2015 r. Obejmowała sześć koncertów.

## Program koncertów
1. „One Vision”
2. „Stone Cold Crazy”
3. „Another One Bites The Dust”
4. „Fat Bottomed Girls”
5. „In the Lap of the Gods”
6. „Seven Seas of Rhye”
7. „Killer Queen”
8. „Don’t Stop Me Now”
9. „I Want to Break Free”
10. „Somebody to Love”
11. „Love of My Life”
12. „’39”
13. „These Are the Days of Our Lives”
14. „A Kind of Magic”
15. Bass Solo
16. Drum Battle
17. „Under Pressure”
18. „Save Me”
19. „Ghost Town”
20. „Who Wants to Live Forever”
21. Guitar Solo
22. „Last Horizon”
23. „Tie Your Mother Down”
24. Vocal Solo
25. „I Want It All”
26. „Radio Ga Ga”
27. „Bohemian Rhapsody”
28. „We Will Rock You”
29. „We Are the Champions”
30. „God Save the Queen”

W Buenos Aires i Córdobie zespół zagrał „Love of My Life” oraz „Las Palabras de Amor”.

## Daty koncertów
1. 16 września 2015 – São Paulo, Brazylia – Ibirapuera Arena
2. 18 września 2015 – Rio de Janeiro, Brazylia – Rock in Rio
3. 21 września 2015 – Porto Alegre, Brazylia – Gigantinho Arena
4. 25 września 2015 – Buenos Aires, Argentyna – GEBA Stadium
5. 27 września 2015 – Córdoba, Argentyna – Superdomo Stadium
6. 30 września 2015 – Santiago, Chile – National Stadium